# Shizuka Ōya
Shizuka Ōya (大家志津香, Ōya Shizuka, ou Oya, Ohya, Ooya, Ouya ; née le 28 décembre 1991 à Fukuoka, au Japon) est une idole japonaise, membre du groupe de J-pop AKB48 (team B). Elle est sélectionnée en 2007, et rejoint la team A en juillet 2010.